# Solo x te
Solo x te è un film per la televisione italiano del 1998, noto anche con il titolo Solo per te.

## Trama
La storia è ambientata a Roma, e vede come protagonista un arido professore di matematica che riscopre il ruolo fondamentale dei sentimenti.
Luca è un arcigno e rigido professore di matematica più attento alle regole che al dominio dei sentimenti. Quando Tito, un suo allievo, rimane ucciso per errore Luca è preso dal rimorso di essersi comportato troppo severamente nei suoi confronti. Una notte Tito gli compare davanti con due ali da angelo e a Luca quasi prende un colpo ma, superato lo shock, comincia a comunicare con lui. Insieme con Tito, Luca risolverà un caso apparentemente disperato (aiuterà Tito a salvare la vita di Ester, caduta in un brutto giro dopo la morte del ragazzo). Così in breve tempo Luca recuperà quel pizzico di umanità e di affetti sepolto nel suo cuore.